# جيفري هوتفيل
جيفري هوتفيل (أيضًا غوتفريد أو غودفري أو غودفريدو أو غوفريدو) كان قائدًا عسكريًا نورمانيًا والابن الأصغر الثاني لتانكريد هوتفيل من مورييلا زوجته الأولى. انضم إلى أشقائه في جنوب إيطاليا حوالي 1053 قادمًا مع أخويه ماوغر وويليام. كما شهد معركة تشيفيتاتي في تلك السنة.